# Oropouche orthobunyavirus
L'Oropouche orthobunyavirus (OROV) è il più comune tra gli Orthobunyavirus. Quando OROV infetta un essere umano, causa una malattia virale chiamata febbre oropouche. Fu inizialmente segnalato a Trinidad e Tobago nel 1955, isolato dal sangue di un paziente febbricitante e da un campione di acqua stagnante che gli individui di Coquillettidia venezualensis utilizzavano come sito di riproduzione. Nel 1960, esso venne isolato in un bradipo e in un campione di Aedes serratus, in Brasile. Il virus è considerato un'emergenza sanitaria pubblica nelle aree tropicali e subtropicali dell'America centrale e meridionale, con più di mezzo milione di persone infettate al 2005. Questo virus è considerato un Arbovirus a causa dei suoi metodi di trasmissione tramite Aedes serratus e Culex quinquefasciatus tra bradipi, marsupiali, primati e uccelli.

## Siti epidemici
Il virus causa la febbre oropouche, una malattia arbovirale urbana che ha provocato più di 30 epidemie tra il 1960 e il 2009. Tra il 1961 e il 1980, OROV è stato segnalato nello stato settentrionale di Pará del Brasile, e dal 1980 al 2004, si è diffuso nelle regioni dell'Amazonas, Amapá, Acre, Rondônia, Tocantis e Maranhão.

## Virologia
OROV appartiene ai Peribunyaviridae, una famiglia di arbovirus. OROV è un virus a RNA negativo a singola catena. Probabilmente condivide caratteristiche morfologiche con altri membri del genere Orthobunyavirus. I membri di questo genere hanno un genoma a RNA segmentato di polarità negativa, composto da segmenti di RNA di dimensioni piccolo (S), medio (M) e grande (L). Questi codificano per le nucleocapsidi, glicoproteine e la RNA polimerasi. Tramite analisi filogenetiche dei geni delle nucleocapsidi in differenti ceppi di oropouche, è stato rivelato che ci sono tre unici genotipi (I, II, III) che si sono diffusi attraverso l'America Centrale e Meridionale.

### Riassortimento genomico
Il riassortimento genetico è un processo biologico cruciale per i virus, fondamentale per spiegare la vasta biodiversità del genere Orthobunyavirus. Questo avviene quando due virus geneticamente correlati infettano la stessa cellula contemporaneamente, generando una progenie che mantiene varie componenti genetiche dei due virus "genitori". Nel riassortimento, il segmento S e la L-polimerasi collaborano per replicare il genoma virale. Un segmento influenza, quindi, l'evoluzione molecolare dell'altro. Al contrario, il segmento M, che codifica per le glicoproteine virali, è più soggetto a mutazioni, poiché queste proteine sono determinanti nell'interazione con l'ospite e sono soggette a una forte pressione evolutiva.

### Genotipi
Al 2011 sono stati identificati 4 principali genotipi (I-IV) di OROV.

## Trasmissione
Sabato 19 ottobre 2024 il tgr Veneto ha dato notizia della scoperta, da parte dell'ospedale di Negrsr (Vr), di tracce del virus nello sperma di un paziente infetto. Il lavoro del laboratorio veronese, pubblicato su una rivista scientifica americana, apre la porta alla ipotesi della possibilità di trasmissione anche per via sessuale.
Come già detto, questo virus è considerato un arbovirus a causa delle sue caratteristiche di trasmissione tramite Aedes serratus e Culex quinquefasciatus. Queste zanzare fungono da vettori, trasmettendo il virus a bradipi, marsupiali, primati, uccelli e altre specie animali. La trasmissione tramite vettori è una caratteristica distintiva degli arbovirus, così chiamati perché trasmessi da artropodi. Questo permette al virus di circolare in diverse popolazioni animali, facilitando la sua diversificazione e il suo adattamento, contribuendo quindi alla complessa biodiversità dello stesso.